# Српко Лештарић
Српко Лештарић (Уб, 29. април 1949) српски је арабиста, преводилац и аутор. Називан је водећим преводиоцем са арапског на српски. Члан је Удружења за културу, уметност и међународну сарадњу „Адлигат”.

## Биографија
Рођен је у селу Врелу код Уба, Ваљево, од оца Александра и мајке Томке, рођене Сокић. Завршио је гимназију у Обреновцу 1966. Као студент политичких науке и оријенталистике почетком седамдесетих путује по Европи и Блиском истоку.
Као младић са Хиројасом Хондом (Јокохама, 1946) ради прве српске књижевне преводе са јапанског. Студирао је јапански језик и књижевност код професора Дејана Разића и добија јапанску стипендију. Између студија јапанске и арапске културе, језика и књижевности, опредељује се за арапску и одлази на једногодишњи студијски боравак у Алеп где завршава студије арапског.
За преведене књиге Лештарић пише коментаре и поговоре. Аутор је бројних есеја, приказа и прегледа.
Превео је неколико збирки арапске приче, стручне монографије, романе и приредио антологије. Преводи и са српског на арапски, првенствено кратке приче.
По поруџбини америчког часописа ATA Chronicle написао је традуктолошки есеј The Language and Translation of Arab Folktales који је уврштен у стандардну литературу арабистичких катедри на више светских универзитета.
Лештарићева Мала антологија 12 немогућих преведена ја енглески у преводу Едварда Александера, под називом Twelwe Impossibles, по поруџбини амстердамске European Cultural Foundation.
Сам бира књиге које ће преводити и комплетно приређена и преведена дела затим нуди издавачима.
Пензионисао се 2014, после близу 40 година преводилачког рада. Овлашћени је судски тумач са српског на арапски.
Додељена му је „Награда Милош Н. Ђурић” 2013. године за превод књиге Нагиба Махфуза Деца наше улице.
Поједини аутори називају га „водећим српским преводиоцем са арапског.”
Био је ожењен Горданом Станићевић са којом има кћерку Александру и сина Врсана, који је такође арабиста.
Ангажовањем Српка Лештарића и посредовањем др Дарка Танасковића, Легат Јована Кузминца се налази у Удружењу за културу, уметност и међународну сарадњу „Адлигат”.

## Дела
Књиге
- Занимљиви српски презименик, 2017.[6]

Преводи
- Антологиј арапске народне приче, 1994.[7]
- Рибарева кћи - арапске народне приче из Ирака, 1998.[8]
- Зекерије Тамир - Атентат, 2000.[9]
- Зекерија Тамир - Смејаћемо се, 2000.[10]
- Зекерија Тамир - Зашто је заћутала река, 2002.[11]
- Багдадске приче, 2002.[12]
- Селва Бакр - Тумач жеља, 2003.[13]
- Абдусетар Насир - Најсрећнији човек на свету, 2004.[14]
- Зекерија Тамир - Кисело грожђе, 2004.[15]
- Тајиб Салих - Сезона сеобе на север, 2005.[16]
- 12 немогућих, избор од 12 савремених арапских кратких прича, 2005.[17]
- Џон Бојнтон Пристли - Инспектор је дошао, 2006.[18]
- Зекерија Тамир - Нојев позив, 2006.[19]
- Зекерија Тамир - Сви на колена, 2006.[20]
- Зекерија Тамир - Моја невидљива другарица, 2008.[21]
- Нагиб Махфуз - Деца наше улице, 2013.[3]
- Сулејман Фајад - Гласови, 2013.[22]
- Златни скиптар и друге приче, палестинске народне приче, 2014.[23]
- Абу Абдулах Мухамед Нефзави - Мирисни врт љубавне сласти, 2014.[24]
- Абдусетар Насир - Злочин достојан поштовања, 2014.[25]
- Зекерија Тамир - Запожарени Дамаск, 2014.[26]
- Емил Хабиби - Опсимиста - Чудновати нестанак Срећка Несрећковића, 2015.[27]
- Зекерија Тамир - Одбачени савети, кратке басне за децу, 2014.[28]
- Хасан Бласим - Лудак са Трга слободе, 2015.[29]
- Тајиб Салих - Зејнова свадба, 2016.[30]
- Хасан Бласим - Ирачки Христос, 2016.[31]
- Лађе мога срца по жедној води плове – Мале дечје песме месопотамских Арапа, 2017.[32]
- Тартаф или приче Багдађанки, 2018.[12]
- Тајиб Салих - Бандаршах, 2019.[33]
- Синан Антун - Багдадско причешће, 2020.[34]